# 65 (عدد)
65 (خمسة وستين) هو عدد طبيعي يلي العدد 64 ويسبق العدد 66.